# Es ist geil ein Arschloch zu sein
Es ist geil ein Arschloch zu sein ist ein Lied des deutschen Popsängers Christian Möllmann aus dem Jahr 2000.

## Hintergrund
Komponiert und getextet wurde das Lied von Steve van Velvet. Die Produktion erfolgte durch Bülent Aris.
Der Titel wird im Lied Deutschland von der deutschen A-cappella- und Popband Die Prinzen in der Liedzeile („… und mancher findet es geil ein Arschloch zu sein“) thematisiert, an dem ebenfalls Steve van Velvet beteiligt war.
2016 coverten Almklausi und Helena Fürst – als Die Fürstin feat. Almklausi – den Titel.

## Rezeption

### Charts und Chartplatzierungen
| ChartsChartplatzierungen | Höchstplatzierung | Wochen |
| ------------------------ | ----------------- | ------ |
| Deutschland (GfK)        | 1 (16 Wo.)        | 16     |
| Österreich (Ö3)          | 3 (17 Wo.)        | 17     |
| Schweiz (IFPI)           | 7 (15 Wo.)        | 15     |

| ChartsJahrescharts (2000) | Platzierung |
| ------------------------- | ----------- |
| Deutschland (GfK)         | 45          |

| ChartsJahrescharts (2001) | Platzierung |
| ------------------------- | ----------- |
| Deutschland (GfK)         | 29          |
| Österreich (Ö3)           | 23          |
| Schweiz (IFPI)            | 85          |

### Auszeichnungen für Musikverkäufe
| Land/Region        | Auszeichnungen für Musikverkäufe (Land/Region, Auszeichnung, Verkäufe) | Verkäufe |
| ------------------ | ---------------------------------------------------------------------- | -------- |
| Deutschland (BVMI) | Platin                                                                 | 500.000  |
| Insgesamt          | 1× Platin ·                                                            | 500.000  |